# Краснополье (Быховский район)
Краснопо́лье (бел. Краснаполле) — деревня в составе Черноборского сельсовета Быховского района Могилёвской области Республики Беларусь.

## Население
- 2010 год — 7 человек